# Un tipo che mi piace
Un tipo che mi piace (Un homme qui me plaît) è un film del 1969 diretto da Claude Lelouch.

## Trama
Compositore francese incontra a New York un'attrice sua connazionale; iniziano una relazione e lui le promette di lasciare la famiglia per andare a vivere con lei.